# Папа Иноћентије IX
Папа Иноћентије IX (лат. Innocentius IX; Болоња, 20. јул 1519 - Рим, 30. децембар 1591) је био 230. папа од 29. октобра 1591. до 30. децембра 1591.